# Гінзбург Ольга Петрівна
Ольга Петрівна Гінзбург (нар. 14 вересня 1953, Вишеньки, Коропський район, Чернігівська область, УРСР) — український політик, член Комуністичної партії України, голова Державної архівної служби України (2009 — 2014).

## Біографія
Ольга Гінзбург народилася 14 вересня 1953 року в селі Вишеньки Коропського району, Чернігівської області, УРСР.

### Освіта
1968—1972 — учениця, Конотопський індустріально-педагогічний технікум.
Закінчила Сумську філію Харківського політехнічного інституту (1981), інженер-механік, спеціальність «Технологія машинобудування».

### Кар'єра
1972—1975 — робітниця, технік-конструктор, завод «Світотехніка», м. Ліхославль Тверської області.
1975—1987 — технік-конструктор, інженер-конструктор, секретар парткому, Конотопський арматурний завод.
1989—1998 — заступник директора, ВАТ «Конотопський арматурний завод».

## Політична діяльність
З жовтня 1998 по травень 2002 — Народний депутат України 3-го скликання від КПУ, № 102 в списку. Член Комітету з питань промислової політики.
З травня 2002 по травень 2006 — Народний депутат України 4-го скликання від виборчого округу № 161 Сумської області, висунута КПУ. Член Комітету з питань промислової політики та підприємництва.
З липня по жовтень 2005 — займала посаду Конотопського міського голови.
З 7 вересня 2006 — Голова Державного комітету архівів України, 
З 21 квітня 2010 по 1 квітня 2014 — Голова Державної архівної служби України.

### Діяльність
Призначення Ольги Гінзбург, яка не має жодної історичної освіти, головою Державної архівної служби викликало багато заперечень фахівців.[джерело?] Погодження нею, за результатами комплексної перевірки, звільнення з посади директора Сумського державного архіву місцевого краєзнавця Геннадія Іванущенка, який оцифрував увесь масив документів про Голодомор у сумському архіві та опублікував кілька збірок документів про українську революцію та діяльність ОУН, Володимир В'ятрович розцінив як чищення архівної системи від невгодних їй фахівців. На своїй посаді висловлювалася за часткове обмеження доступу до архівних документів, що стосуються комуністичного режиму. Виступала проти оприлюднення списків радянських діячів, які брали участь у репресіях, бо «це може нашкодити їхнім нащадкам». На її думку, Голодомор не був інспірований владою проти української нації..
Гострій критиці з боку працівників ЦДВР піддано підготовлений керованою Ольгою Гінзбург Державною архівною службою проект закону, який дозволяє знищувати архівні документи, яким менше 60 років через можливість для влади легалізувати фальсифікацію історії.
Її методи керівництва Укрдержархівом спричинили до звільнення з архівної системи провідних науковців, зокрема, д-р іст. наук Г.В.Боряка.

## Звільнення
На засіданні Кабінету Міністрів України 1 квітня 2014 року було прийнято рішення про звільнення Ольги Гінзбург з посади Голови Державної архівної служби України.

## Обрання міським головою
На виборах 3 липня 2005 року була обрана Міським головою м. Конотоп, але Конотопський міськрайонний суд скасував результати виборів вже через 2 тижні після виборів і постановив провести нові. Виявилось, що за кілька днів до виборів тервиборчком на чолі з Михайлом Бардаковим не виконав рішення Кролевецького районного суду про поновлення Віталія Демидка в списку кандидатів, а також Конотопського районного суду про зняття з виборів кандидатів Ольги Гінзбург і Наталі Губенко. Незважаючи на це ще протягом кількох місяців нові вибори голови Конотопської міської ради не призначались, доки тривали судові процеси у апеляційних інстанціях.